# 小栗忠七
小栗 忠七（おぐり ちゅうしち、1891年11月 - 1964年）は、日本の都市計画家。内務省の建設官僚として、「都市計画法規類集」及び「土地区画整理の歴史と法制」の編さん出版を始め都市計画の指導、発展に多大な功績を残す。また内地及び日本統治下の台湾などで制度の立案・運用に関わった。
「疎開」という日本語の生みの親の一人でもある。

## 来歴
静岡市に生まれる。1911年3月、旧制静岡県立静岡中学校を卒業後、静岡県に奉職したが、後に東京府を経て、1927年に内務省大臣官房都市計画課に勤務する。
1937年に内務省を退官して、名古屋市に奉職し駅前土地区画整理事業を事務所長として遂行した。1939年からは満州国交通部都邑計画司事務官として法規改正を担当し、同国において交通部事案に大きな業績を残した。1943年、鞍山市公署管理科長となる。
1945年、満州国で終戦を迎え、帰国後戦災復興院に在職したのち、1947年清水市復興部長に就任した。1949年に退職するまで戦災復興を担当する。その後は山形市、続いて武蔵野市に奉職し、町名、地番の整理を担当した。
1953年には建設大臣表彰を受けた。
1955年に発足した「町名地番整理研究会」では理事長を務める。また、自治省より住居表示審議会幹事に委嘱されている。
晩年は文筆活動と各地の町名番地整理に奉じた。
1964年、自宅において心臓端息のため死去。
文筆にも長じ、研究心が強く戦前から戦後にかけて多くの著書を残している。主なものに『土地区画整理要論』（1929年）、『土地区画整理の歴史と法制』（巌松堂、1935年）、『都邑計画法と収用制度』（東亜書院、1935年）、『土地区画整理手引』（名古屋土地区画整理研究会、1936年）、『土地区画整理法制』（復興建設研究所、1948年）、『町村名の研究』（東京日日新聞社、1953年）、『区画整理換地設計概論』(日本測量、1959年)、『文化生活と町名整理』（東京市政調査会、1960年） 等がある。1954年に山形市役所から刊行した『所の研究』は、1960年に法務省民事局より復刊された。